# Brachysteleum australe
Brachysteleum australe là một loài rêu trong họ Ptychomitriaceae. Loài này được Hampe mô tả khoa học đầu tiên năm 1856.